# Paul Berthier
Paul Berthier (Auxerre, 23 giugno 1884 – Auxerre, 6 febbraio 1953) è stato un compositore e organista francese.

## Biografia
È stato studente di Vincent d'Indy alla Schola Cantorum di Parigi tra il 1903 e il 1914. Nel 1906, con Pierre Martin ha fondato la Manécanterie des Petits Chanteurs à la croix de bois, la Scuola di canto liturgico corale dei Piccoli Cantori della croce di legno.
È autore di una prestigiosa tesi di dottorato sul diritto alla protezione giuridica del compositore, e di un lungo saggio su Jean-Philippe Rameau.
È stato organista della Cattedrale di Auxerre fino al 1953, e bibliotecario e curatore del museo.
Ha armonizzato la famosa ninna nanna tradizionale alsaziana Dors ma colombe. È autore di messe, mottetti e composizioni per organo.
È il padre del compositore e organista Jacques Berthier (1923-1994).

## Opere
- Paul Berthier, Réflexions sur l'art et la vie de Jean-Philippe Rameau (1683-1764), A. et J. Picard, 1957.